# Gonomyia stellata
Gonomyia stellata är en tvåvingeart som beskrevs av Alexander 1946. Gonomyia stellata ingår i släktet Gonomyia och familjen småharkrankar. Inga underarter finns listade i Catalogue of Life.